# Kalendarium powstania warszawskiego – 1 sierpnia

## 1 sierpnia, wtorek

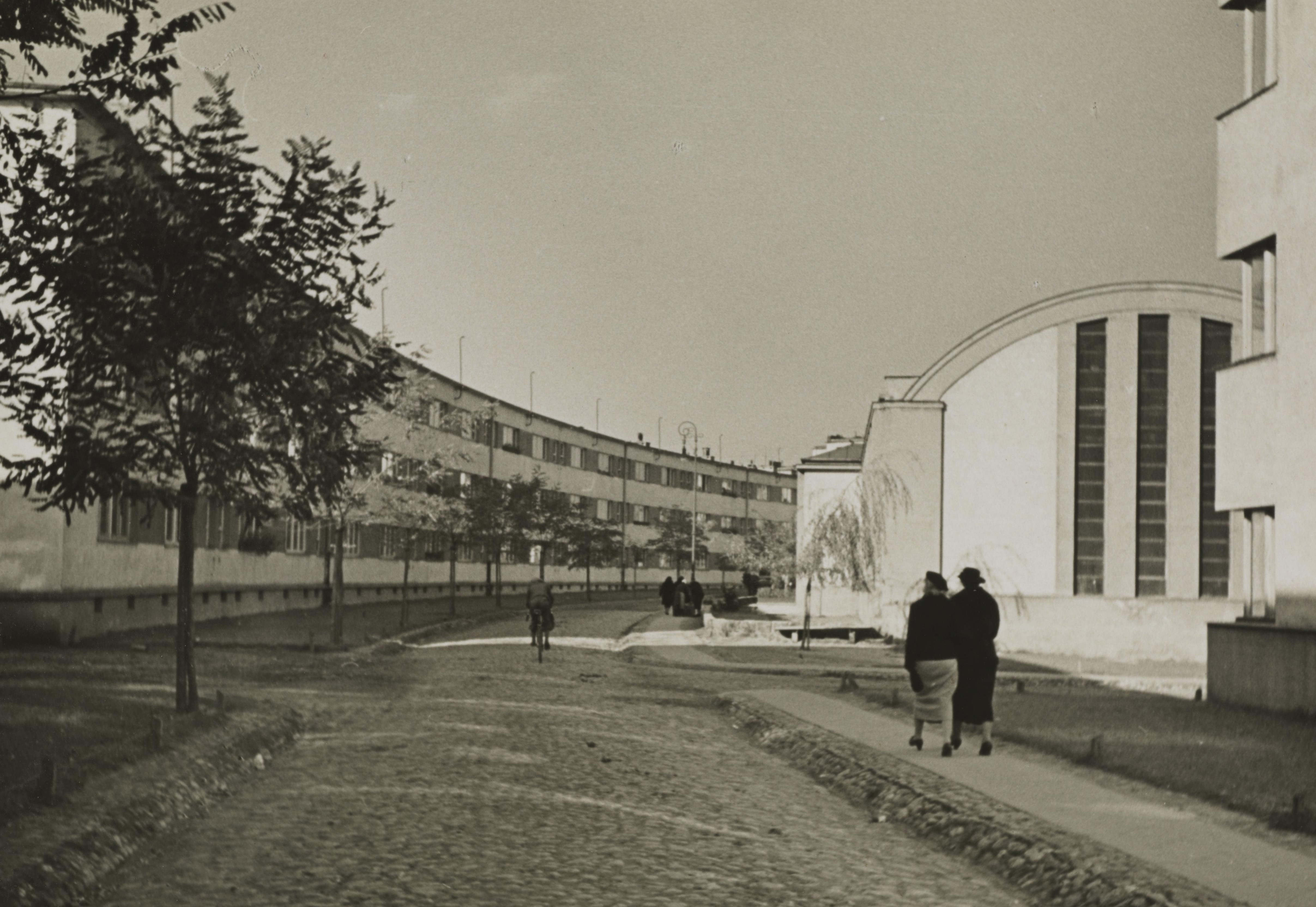
Ulica Suzina na Żoliborzu, jedno z miejsc pierwszych walk 1 sierpnia 1944. Po prawej widoczna kotłownia WSM

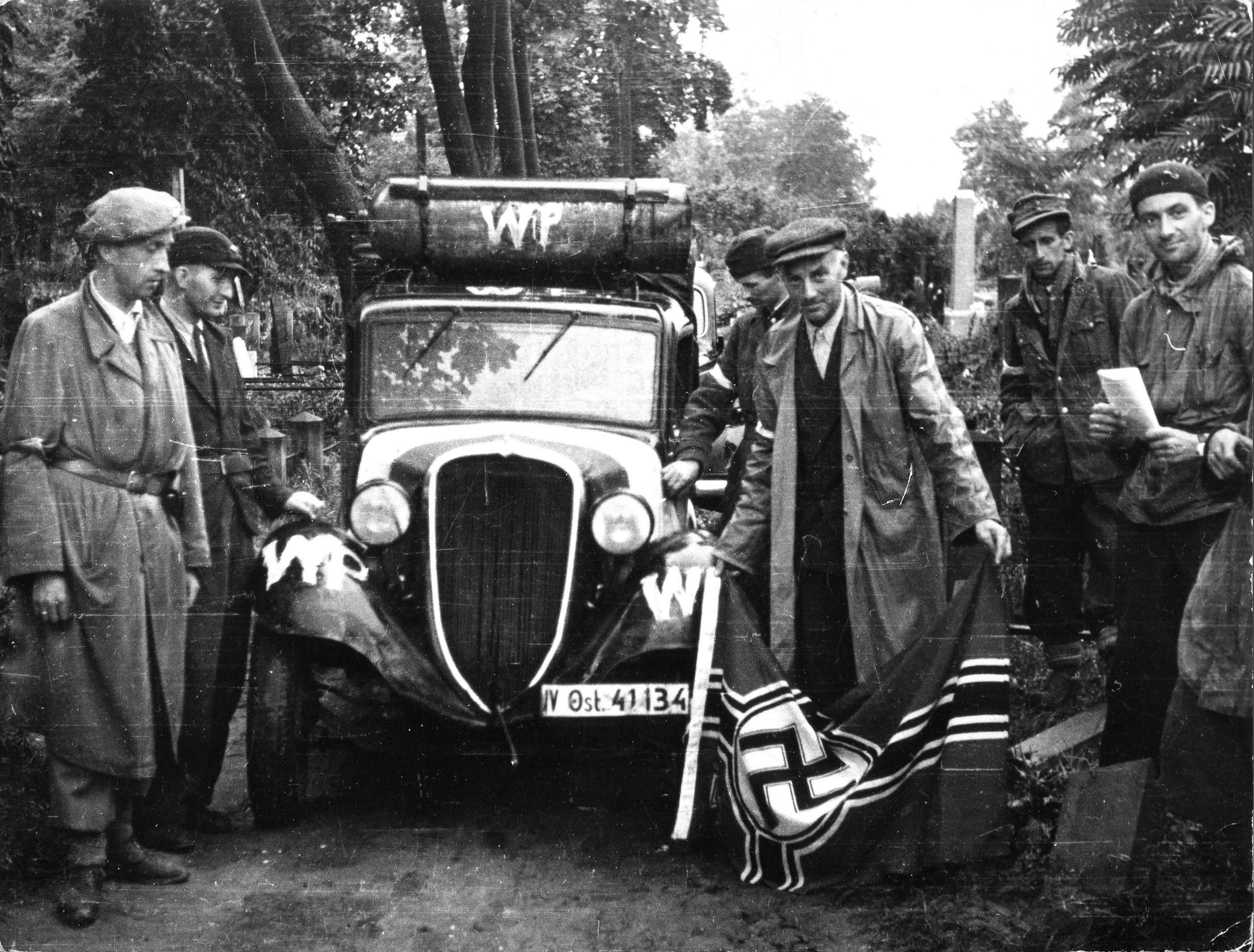
Batalion „Pięść”: Pluton „Agaton” (także zwanym oddziałem legalizacji W „D-68”) na cmentarzu ewangelickim na Woli dnia 1 VIII 1944 przed godziną „W”. Z niemiecką flagą pozuje major Alfons Kotowski „Okoń” – dowódca baonu „Pięść”

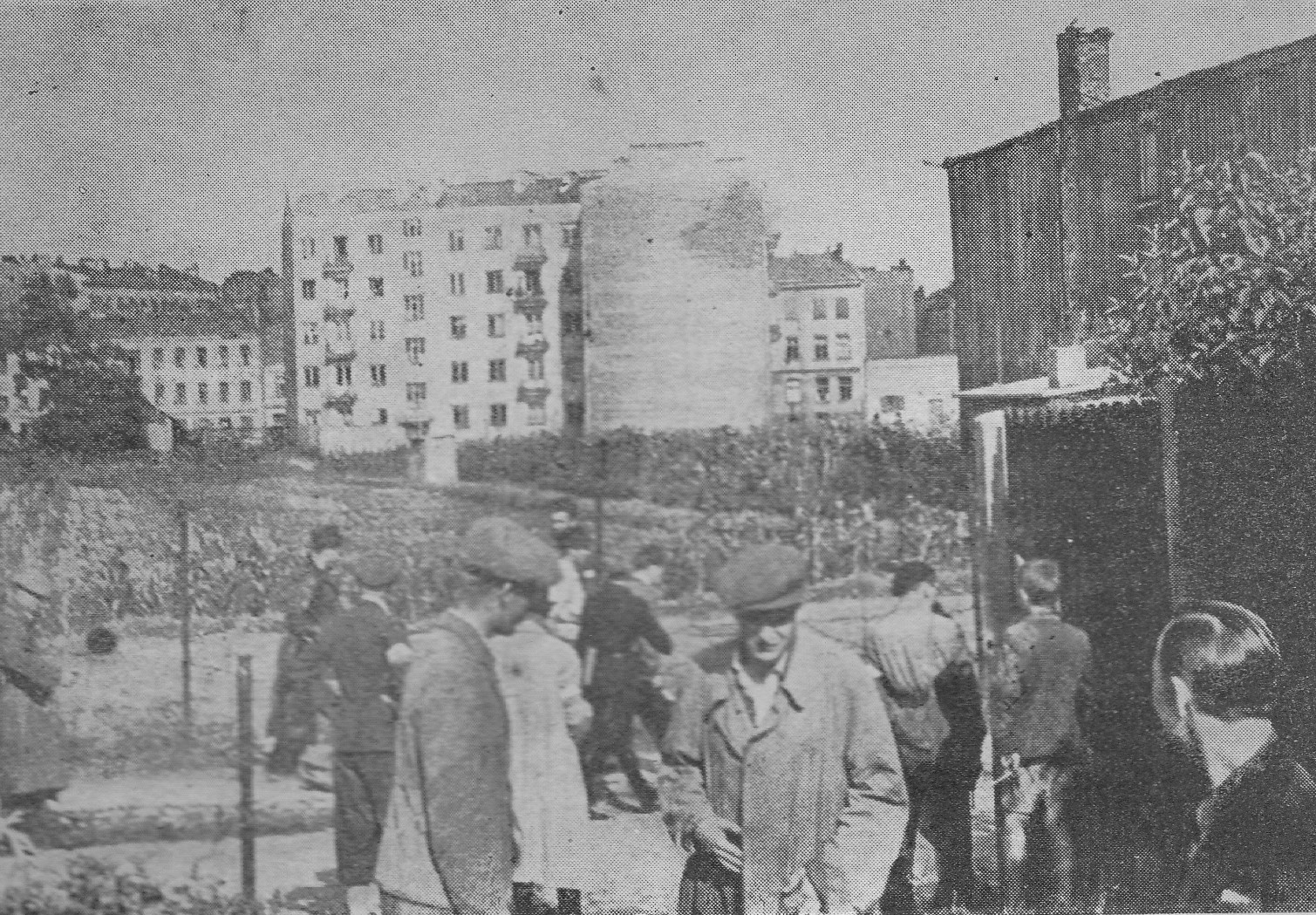
Zbiórka powstańców przed godziną „W“ na Woli

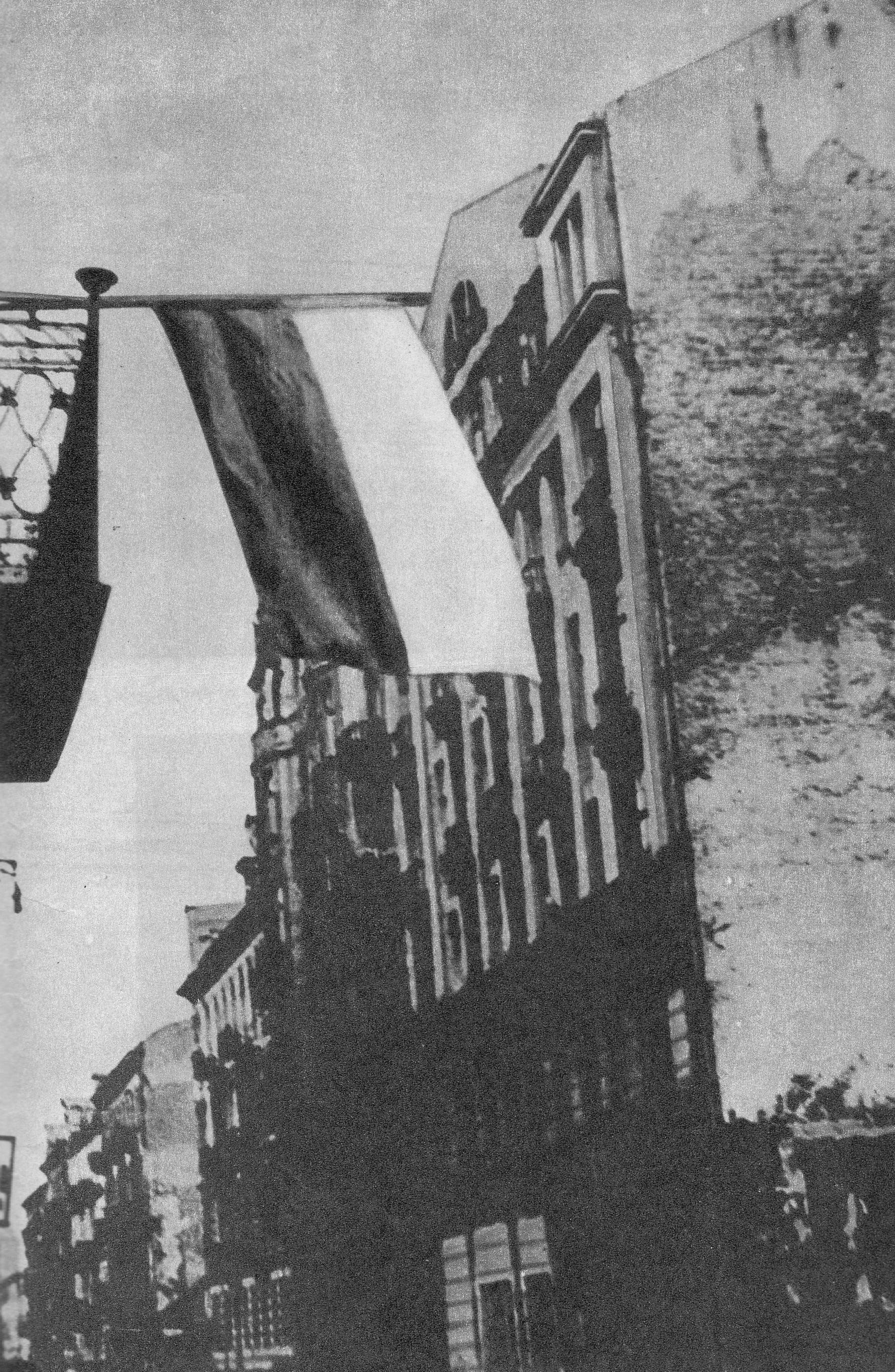
Polska flaga wywieszona przez mieszkańców po wybuchu powstania 1 sierpnia 1944

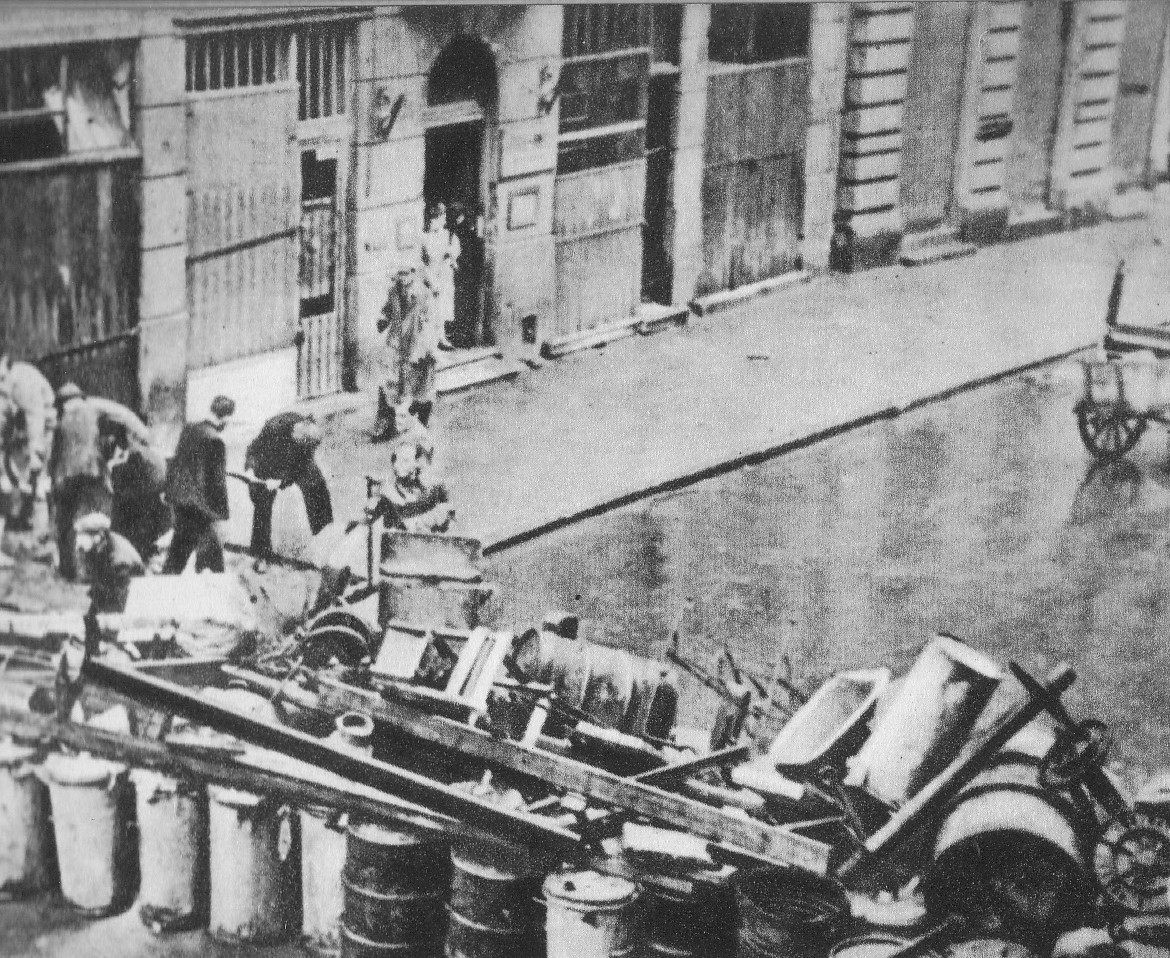
Budowa barykady na jednej z ulic

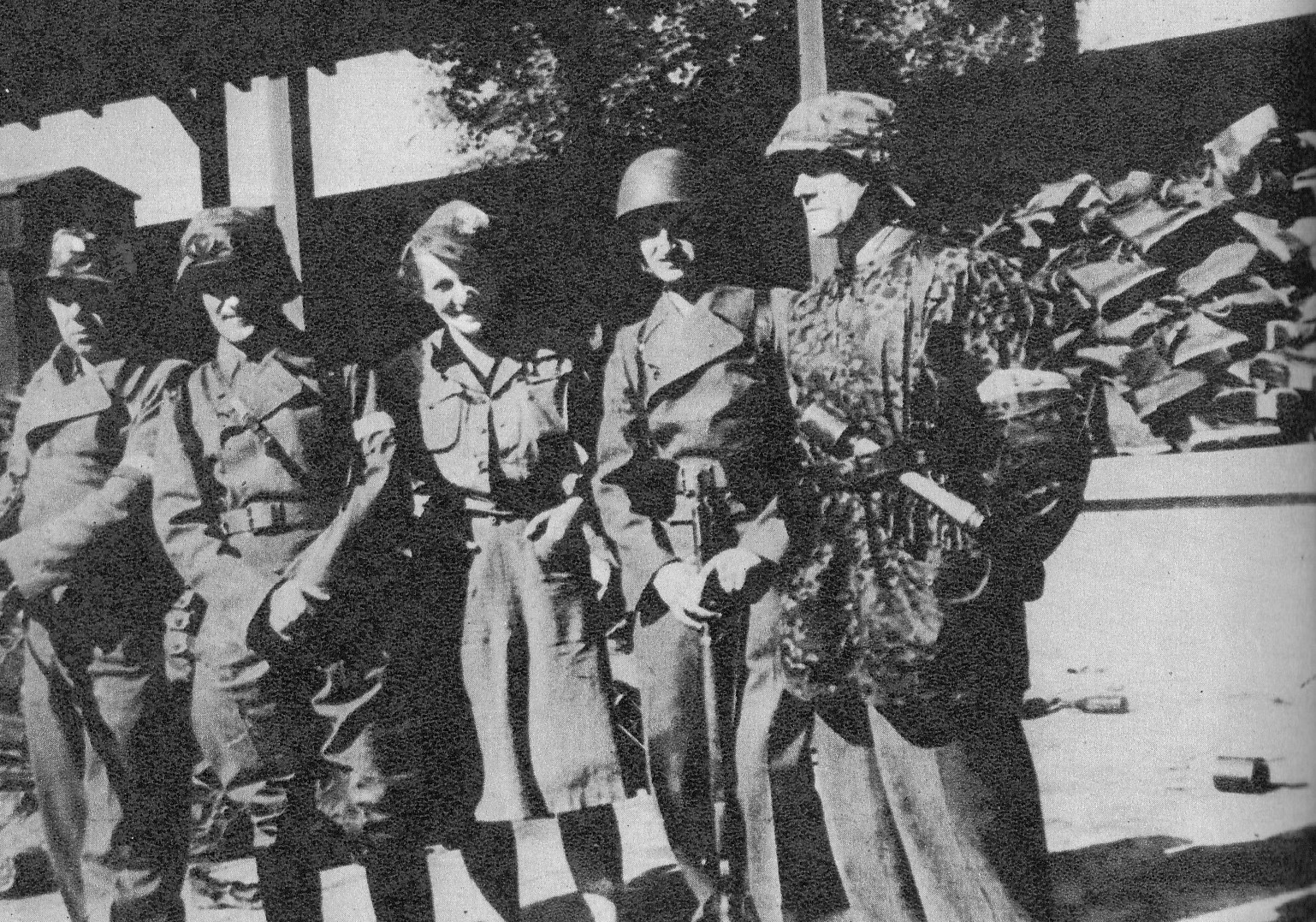
Powstańcy w zdobytych niemieckich magazynach przy ul. Stawki

O 7:00 łączniczki alarmowe przejęły rozkaz płk. Chruściela (ps. „Monter”) o wybuchu powstania. Zostały uruchomione mechanizmy mobilizacyjne. W godzinach przedpołudniowych kilka tysięcy osób przekazało rozkaz o wybuchu powstania oraz przenosiło broń i amunicję.
Pierwsze strzały zostały oddane ok. godz. 13.50 przy ul. Krasińskiego na Żoliborzu do patrolu lotników niemieckich przez żołnierzy drużyny Zdzisława Sierpińskiego transportujących broń dla obwodowego oddziału zgrupowania „Żniwiarz”. Niemcy szybko ściągnęli na miejsce potyczki czołg oraz kilka samochodów z karabinami maszynowymi. Przeczesując okoliczny teren ok. 15.30 zaskoczyli na ul. Suzina grupę powstańców z IV Batalionu OW PPS im. Jarosława Dąbrowskiego i Socjalistycznej Organizacji Bojowej (SOB) pobierających broń w kotłowni WSM. W czasie walki poległ m.in. dowódca SOB Włodzimierz Kaczanowski. Starcia spowodowały obsadzenie przez Niemców skrzyżowań najważniejszych ulic na Żoliborzu, wiaduktu przy Dworcu Gdańskim oraz zaalarmowały jednostki stacjonujące w Cytadeli i na lotnisku bielańskim.
O 16.00 dowódca SS i Policji w dystrykcie warszawskim Oberführer SS Paul Otto Geibel uprzedzony o wybuchu powstania zarządził alarm podległych mu sił.
O godz. 16.30 niemiecki dowódca wojskowy Warszawy gen. Reiner Stahel zarządził alarm garnizonu. Powstanie wybuchło 1 sierpnia 1944 roku o godz. 17.00 – była to godzina „W”.
Do walki przystąpiło około 600 plutonów AK, liczących około 40 tysięcy żołnierzy, w tym kilka tysięcy kobiet. Uzbrojenie oddziałów polskich wynosiło 1700 pistoletów, 1000 karabinów, 300 pistoletów maszynowych, 60 ręcznych karabinów maszynowych, 7 ciężkich karabinów maszynowych oraz 25 tys. granatów.
W Śródmieściu wraz z Powiślem i Starym Miastem z powodzeniem zaatakowano wiele obiektów przewidzianych do zdobycia, wśród nich gmach Poczty Głównej na placu Napoleona i wieżowiec Prudentialu, najwyższego budynku w Warszawie. Był widoczny z daleka, także z odległych przedmieść, toteż fakt, że już w pierwszych godzinach powstania dzięki oddziałom batalionu „Kiliński” załopotała na jego dachu flaga biało-czerwona miał niebagatelny wpływ na samopoczucie i morale ludności.
Punktualnie o godz. 17.00 rozpoczęła zaplanowane działania Kompania 2 Batalionu Ruczaj, dowodzona przez „Cegielskiego” (kpt. rez. lek. med. Tadeusz Bartoszek). O tej godzinie padły strzały z umieszczonego w Ogrodzie Botanicznym 3-calowego moździerza, pochodzącego z angielskich zrzutów, którym dysponował pluton 126 (dowódca: ppor. Sławomir Malczewski, ps. „Sławek”). Pluton 126 był ochraniany od strony Alei Ujazdowskich przez pluton 125 (dowódca: ppor. Konstanty Jabłoński „Jasieńczyk”). O godzinie „W” 49 ciężkich  pocisków trafiło w siedzibę pilnie strzeżonego gmachu warszawskiego Gestapo (al. Szucha 25). Niemcy, odpierający silny atak moździerzowy, nie zwrócili uwagi na działania Dywizjonu Jeleń (nacierającego dachami od strony ul. Litewskiej) oraz na natarcie Kompanii 3 od ul. Nowowiejskiej (zdobycie budynku kasyna przy al. Szucha 29). W czasie odwrotu plutonów 125 i 126 zginął Tadeusz Bartoszek (ps. „Cegielski”) oraz wielu żołnierzy jego Kompanii 2.
Wielu strategicznych obiektów w śródmieściu nie udało się opanować. Obie centrale telefonów, chociaż okrążone, pozostały w rękach niemieckich. Dworzec Główny i Poczta Główna także nie zostały zdobyte. Odparty został m.in. atak na Dom Prasy przy ul. Marszałkowskiej 3/5, a większość atakujących powstańców poległa. Kompleks budynków na placu Piłsudskiego został odcięty, ale nie było wystarczających sił na jego zdobycie.
Na Starym Mieście załamał się szturm na plac Zamkowy Nie opanowano mostów: Kierbedzia i Poniatowskiego. Nie powiodły się również, okupione poważnymi ofiarami, natarcia w rejonie tzw. dzielnicy policyjnej – aleję Szucha i plac Unii Lubelskiej. 
Jeden z największych sukcesów tego dnia powstańcy odnieśli na Powiślu zdobywając kompleks elektrowni (jednak walki z broniącymi się w podziemiach i niektórych budynkach Niemcami trwały jeszcze do godz. ok. 6.00 rano następnego dnia).
Na Ochocie nie powiódł się szturm na koszary policji niemieckiej w Domu Akademickim na placu Narutowicza i na kilka innych ważnych obiektów. Większość powstańców po zapadnięciu zmroku wyszła z miasta do Lasów Chojnowskich. W dzielnicy pozostały dwie izolowane grupy powstańców przy ulicach Wawelskiej i Kaliskiej.
Na Mokotowie nie zdołano opanować linii ul. Rakowieckiej; nie powiódł się również atak na tory wyścigowe na Służewcu i na koszary w szkole przy ul. Woronicza 6. Większość oddziałów obwodu V AK wyszła po zmroku z miasta do Lasu Kabackiego. W dzielnicy pozostał Pułk AK „Baszta”, któremu podporządkowały się pozostałe oddziały V obwodu. W ostatniej chwili odwołany został atak na tereny lotniska na Okęciu. Do części oddziałów rozkaz nie dotarł i zostały zdziesiątkowane podczas ataku. Nielicznym udało się przedrzeć na Mokotów.
Na Pradze powstanie praktycznie się załamało. Obsadzono wprawdzie kilka obiektów (w tym dyrekcję kolejową na ul. Targowej), ale nie powiodły się ataki ze strony praskiej na mosty Kierbedzia i Poniatowskiego, pozycje w tej dzielnicy pozostały wyizolowane i oddalone od głównego terenu objętego działaniami powstańczymi.
Częściowo udały się ataki na Woli, tam gdzie wykonywał je Kedyw. W tej dzielnicy znalazły się „ostrzelane” już w czasie okupacji w akcjach dywersyjnych i bojowych oddziały Kedywu pod dowództwem ppłk Jana Mazurkiewicza (ps. „Radosław”). Przy zbiegu ulic Okopowej i Dzielnej w fabryce Kamlera ulokowana została siedziba Komendy Głównej AK. Bataliony „Zośka”, „Parasol”, „Miotła” i „Czata 49” spełniły na Woli znaczną część powierzonych im zadań. Opanowano także magazyny żywności i mundurów niemieckich przy ul. Stawki. Sytuacja na Woli jednak nie przedstawiała się pozytywnie. Oddziały III Obwodu AK nie wykonały zadania i nie oparły linii obrony dzielnicy na obwodowej linii kolejowej. Dzięki temu Niemcy już 2 sierpnia mogli rozpoznawczo atakować dzielnicę szykując się do głównego ataku (ten nastąpił 5 sierpnia).

Pluton Głuchoniemych pozostawał w Instytucie Głuchoniemych przy placu Trzech Krzyży z zadaniem obrony budynku, zaś kompania Koszta wspierała opanowanie placu Bankowego i ul. Rymarskiej.
Powstańcy z Żoliborza po nieopanowaniu wyznaczonych obiektów wyszli wieczorem 1 sierpnia do Kampinosu. W mieście pozostała grupka powstańców w okolicach placu Wilsona. Niemcy na razie odparli ataki i trzymali obiekty okalające Żoliborz-Cytadelę, CIWF, Instytut Chemiczny, baterie artylerii na Burakowie. Nie udało się także natarcie na lotnisko bielańskie oddziałów VIII Rejonu AK.
Straty wraz z rozstrzelanymi z oddziałów polskich wyniosły 1 sierpnia ponad 2 tysiące ludzi, straty po stronie niemieckiej wyniosły około 500 żołnierzy zabitych lub rannych i kilkuset jeńców.
Pod Legionowem miejscowe jednostki AK wykonały akcję wspierającą powstanie, wysadzając pociąg jadący do Warszawy. W akcji tej zginęło kilku powstańców.
1 sierpnia o świcie dowódca radzieckiej 2 armii pancernej wydał rozkaz o przejściu do obrony w związku z silnym niemieckim kontratakiem. Radziecki 3 korpus pancerny został okrążony, a następnie rozbity pod Wołominem, który Niemcy zdobyli 3 sierpnia.
Tego dnia Edward Chudzyński w wierszu „Sierpień” napisał:

1 sierpnia 1944 w Berlinie, Heinrich Himmler w rozmowie z Adolfem Hitlerem stwierdził:
Mój Führerze, moment jest niekorzystny. Uważam wszakże za szczęśliwe zrządzenie losu, że Polacy to czynią. Za 5-6 tygodni opuścimy te obszary. Wtedy jednak zniszczona będzie Warszawa, stolica i serce tego 16-17 milionowego narodu, który od siedmiuset lat blokuje wschód, a od bitwy pod Grunwaldem stale zagradza nam drogę w tym kierunku. Warszawa zostanie zniszczona wraz z jej inteligencją. W konsekwencji problem polski przestanie być wielkim problemem dla naszych dzieci, dla dalszych potomków, a nawet już dla nas.